# Haematopota nigricans
Haematopota nigricans är en tvåvingeart som beskrevs av Schuurmans Stekhoven 1926. Haematopota nigricans ingår i släktet Haematopota och familjen bromsar. Inga underarter finns listade i Catalogue of Life.